# گینه بیسائو در المپیک تابستانی ۲۰۲۴
کاروان المپیکی گینه بیسائو، یکی از کاروان‌های شرکت‌کننده در بازی‌های المپیک تابستانی ۲۰۲۴ بود. این دوره از بازی‌ها از ۲۶ ژوئیه تا ۱۱ اوت ۲۰۲۴ (۵ تا ۲۱ امرداد ۱۴۰۳ خورشیدی) به میزبانی پاریس، پایتخت فرانسه برگزار شد. نخستین حضور کاروان گینه بیسائو در المپیک، به المپیک ۱۹۹۶ بازمی‌گردد. این کاروان در این دوره هشتمین حضور خود را تجربه کرد. ورزشکاران این سرزمین تا المپیک ۱۹۷۲، بخشی از کاروان پرتغال را تشکیل می‌دادند. گینه بیسائو، یکی از کاروان‌هایی است که تاکنون موفق به کسب مدال نشده و این روند در این دوره از المپیک نیز پابرجا ماند. مانند عراق، تمام اعضای این کاروان را مردها تشکیل می‌دادند.

## شرکت‌کنندگان
| ورزش        | مردان | زنان | مجموع |
| ----------- | ----- | ---- | ----- |
| دو و میدانی | ۱     | ۰    | ۱     |
| جودو        | ۱     | ۰    | ۱     |
| شنا         | ۱     | ۰    | ۱     |
| تکواندو     | ۱     | ۰    | ۱     |
| کشتی        | ۲     | ۰    | ۲     |
| مجموع       | ۶     | ۰    | ۶     |